# Johannes Rothenaicher
Johannes Rothenaicher (* 1986 in München) ist ein deutscher Komponist von Filmmusik.

## Leben
Rothenaicher wuchs in Erding auf, wo sein Vater Organist und Kirchenmusiker ist. Als Kind lernte er Klavier und Waldhorn. Ab der 9. Klasse besuchte er die Musikhochschule München für das Jungstudium im Fach Waldhorn. An dieser Hochschule absolvierte er dann auch sein reguläres Studium, wobei er sein Diplom in „Komposition für Film und Fernsehen“ erwarb. Neben Engagements als Keyboarder diverser Bands spielte er dann beim Filmorchester Babelsberg und den Münchner Symphonikern.
Rothenaicher arbeitet heute als freischaffender Musiker und Komponist von Kino- und Fernsehfilmen sowie zeitgenössischer Kammermusik.
2016 wurde sein Korbinian – Das Musical in Freising uraufgeführt.
Rothenaicher lebt in Erding.

## Auszeichnungen
- 2014 „Silberner Delphin“ von Cannes[5]
- 2015 „Silver World Medal“ des New York-Festivals für die beste Musik, Kategorie „Original Music“[6]

## Filmografie (Auswahl)
- 2012:  The Brussels Business
- 2012: Der Klassenfeind
- 2013: Shoot Me
- 2014: Paper City
- 2015: Juneau
- 2015: Aviator